# Yasuhiro Hiraoka
Yasuhiro Hiraoka (jap. 平岡 康裕, Hiraoka Yasuhiro; * 23. Mai 1986 in Fujinomiya, Präfektur Shizuoka) ist ein japanischer Fußballspieler.

## Karriere
Yasuhiro Hiraoka erlernte das Fußballspielen in der Schulmannschaft der Shimizu Commercial High School in Shimizu. Seinen ersten Vertrag unterschrieb er 2005 bei Shimizu S-Pulse. Der Verein spielte in der höchsten japanischen Liga, der J1 League. 2008 wurde er an den Ligakonkurrenten Hokkaido Consadole Sapporo nach Sapporo ausgeliehen. Für den Club spielte er 14-mal in der ersten Liga. Mit Sapporo musste er am Ende der Saison den Weg in die Zweitklassigkeit antreten. 2009 kehrte er nach der Ausleihe nach Shimizu zurück. Am Ende der Saison 2015 musste er mit dem Club in die J2 League absteigen. 2016 lieh ihn der Erstligist Vegalta Sendai aus Sendai aus. Nach der Ausleihe wurde er 2017 fest von Sendai verpflichtet. Am Saisonende 2021 belegte er mit Sendai den neunzehnten Tabellenplatz und musste in zweite Liga absteigen. Nach insgesamt 183 Ligaspielen wechselte er zu Beginn der Saison 2023 nach Matsuyama zum Drittligisten Ehime FC.